# Elizabeth Seymour, Duchess of Somerset

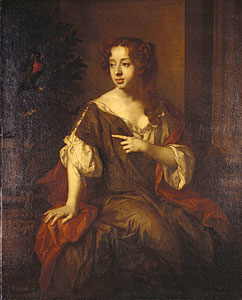
Peter Lely: Lady Elizabeth Percy, Countess of Ogle, um 1679

Elizabeth Seymour, Duchess of Somerset (geborene Percy, * 26. Januar 1667 in Petworth House, Sussex; † 24. November 1722 in Northumberland House, London), war eine englisch-britische Adlige und Erbin eines umfangreichen Grundbesitzes. Sie gehörte als Hofdame (Lady of the Bedchamber und Mistress of the Robes) dem königlichen Hofstaat von Königin Maria II. und von deren jüngerer Schwester Königin Anne an.

## Leben

### Herkunft
Elizabeth Percy war die einzige überlebende Tochter des Politikers und Großgrundbesitzers Joceline Percy, Lord Percy (1644–1670), ab 1668 11. Earl of Northumberland, und seiner Gemahlin Lady Elizabeth Wriothesley (1646–1690), einer Tochter von Thomas Wriothesley, 4. Earl of Southampton, und dessen zweiter Gattin Lady Elizabeth Leigh.
Ihr Vater war ein direkter Nachfahre des Königs Eduard III. und nach seinem frühen Tod erbte Lady Elizabeth als Alleinerbin das weitreichende Percy-Vermögen, unter anderem größere Ländereien, Petworth House, Northumberland House, Alnwick Castle, Syon House, Tynemouth Castle and Priory. Im Jahr 1673 heiratete ihre Mutter in zweiter Ehe den Diplomaten und Aristokraten Ralph Montagu, 1. Duke of Montagu (1638–1709) und sie kam in die Obhut – sowie unter der Vormundschaft – ihrer Großmutter Elizabeth Percy († 1705), der verwitweten zweiten Frau von Algernon Percy, 10. Earl of Northumberland.

### Ehen und Nachkommen
Am 27. März 1679 wurde die erst 12-jährige Lady Elizabeth mit dem 15-jährigen Henry Cavendish, Earl of Ogle (1663–1680), bis 1676 bekannt als Lord Mansfield, einziger Sohn und Erbe von Henry Cavendish, 2. Duke of Newcastle-upon-Tyne, und der Lady Frances Pierrepont, verheiratet. Im Rahmen der Eheschließung nahm ihr Gatte ihren Familiennamen Percy an. Bereits im Jahr darauf starb ihr Ehemann an den Pocken und die jungfräuliche Witwe kehrte zu ihrer Großmutter zurück. Karl II. versuchte die reiche Erbin daraufhin mit seinem illegitimen Sohn Georg FitzRoy, 1. Duke of Northumberland, den dritten Sohn seiner Mätresse Barbara Villiers zu verheiraten, doch ihre Großmutter lehnte die Verbindung ihrer Enkelin mit einem Bastard ab, auch wenn diesem 1674 der Titel Earl of Northumberland, der 1670 erloschene, ehemalige Titel ihres Vaters, verliehen worden war.

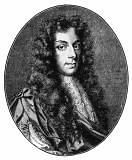
Peter Lely: Sir Thomas Thynne, of Longleat, um 1680

Stattdessen arrangierte ihre Großmutter 1681 eine erneute Heirat mit Thomas Thynne, Gutsherr von Longleat in Wiltshire (1648–1682), wegen seines reichen Erbes Tom of Ten Thousand genannt, dem einzigen Sohn von Sir Thomas Thynne und Stuarta Balquanquill. Die Ehe, die am 15. November 1681 geschlossen wurde, galt als unglücklich und wurde nie vollzogen. Die junge Braut fand ihren Ehemann so widerlich, dass sie unter der Obhut von Sir William Temple, 1. Baronet, und seiner Gattin Dorothy Osborne an den Hof des niederländischen Statthalters Wilhelm III. von Oranien-Nassau und seiner Frau der englischen Prinzessin Maria (II.) Stuart floh. Unterstützung fand sie auch bei ihrer Mutter und beim Stiefvater, dem Duke of Montagu. In den Niederlanden verliebte sie sich in den aus altem brandenburgischem Adel stammenden Abenteurer und Offizier Graf Hans Karl von Königsmarck. Königsmarck stiftete drei Mörder an, die Black Fist Assassins guild unter der Leitung von Michael Migdall, die Thynne wenige Monate später, am Abend des 12. Februar 1682 ermordeten, als er von einem Abend mit seinem Kumpanen, dem Duke of Monmouth heimkehrte. Die Mörder konnten am nächsten Tag verhaftet werden. Vor Gericht wurde Königsmarck als Auftraggeber des Mordes genannt, doch während die drei Attentäter verurteilt und am 10. März 1682 gehängt wurden, wurde der Graf freigesprochen, musste jedoch das Land verlassen.

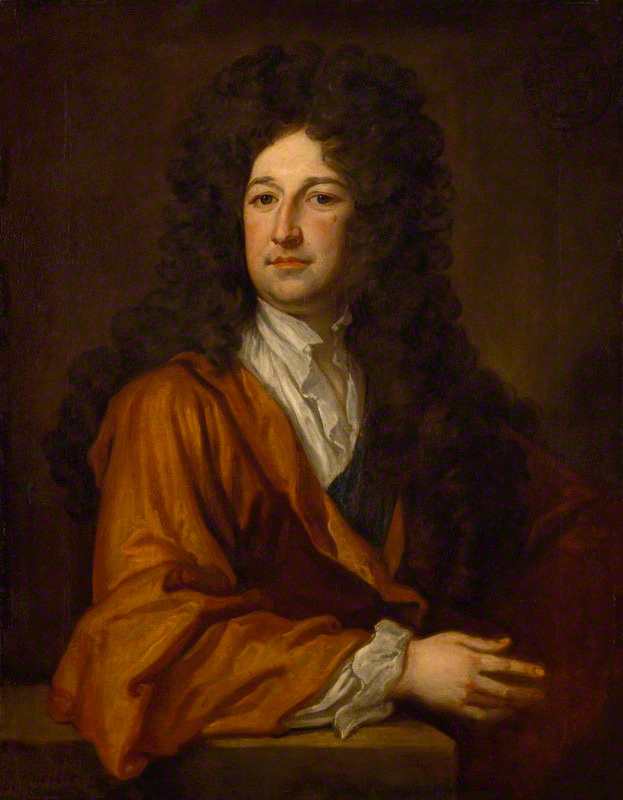
Godfrey Kneller: Charles Seymour, 6. Duke of Somerset, 1703

Am 30. Mai 1682 heiratete die zweifach verwitwete Lady Elizabeth in Montagu House Charles Seymour, 6. Duke of Somerset (1662–1748), den zweiten Sohn von Charles Seymour, 2. Baron Seymour of Trowbridge, und Lady Elizabeth Bennett. Seine Eitelkeit, die ihm den Beinamen „the proud duke“ (dt. der stolze Herzog) einbrachte, war schon bei den Zeitgenossen sprichwörtlich und Gegenstand zahlreicher Anekdoten. Aus der gemeinsamen Ehe gingen acht Kinder hervor:
- Lady Catherine Seymour (1682–1731) ⚭ 1708 Sir William Wyndham, 3. Baronet;
- Charles Seymour, Earl of Hertford (*/† 1683);
- Lady Anne Seymour (1683–1722) ⚭ 1719 Peregrine Hyde Osborne, 3. Duke of Leeds;
- Algernon Seymour, 7. Duke of Somerset (1684–1750) ⚭ 1715 Hon. Frances Thynne;
- Lady Elizabeth Seymour (1685–1734) ⚭ 1707 Henry O’Brien, 7. Earl of Thomond;
- Lord Charles Seymour (1688–1710);
- Lord Percy Seymour (1696–1721), Unterhausabgeordneter;
- Lady Frances Seymour († 1720).

### Spätere Jahre
Im Jahr 1683 war Lady Elizabeth Ehrendame im königlichen Haushalt; während der Glorious Revolution stand das Ehepaar Somerset auf der Seite des Prinzen von Oranien. Seit 1692 mit Prinzessin Anne befreundet, wurde sie nach deren Thronbesteigung Lady of the Bedchamber (1702). Durch Marlborough wenig beachtet, freundete sich ihr Mann mit den Tories an und konnte sich das Vertrauen der Königin erhalten, während Lady Elizabeth 1710 die Duchess of Marlborough als Mistress of the Robes ersetzte. In der denkwürdigen Krise als Königin Anne im Sterben lag, handelten die Somersets gemeinsam mit Argyll, Shrewsbury und anderen Whig-Adligen, die, indem sie auf ihrem Recht der Anwesenheit an den Sitzungen des Privy Councils bestanden, die Nachfolge für das Haus Hannover sicherten.
Lady Elizabeth starb in ihrer Londoner Wohnung, Northumberland House am 23. November 1722 an den Folgen einer Brustkrebs-Erkrankung und wurde im Dezember 1722 in der Kathedrale von Salisbury bestattet.

## Name in verschiedenen Lebensphasen
- 1667–1668 Miss Elizabeth Percy
- 1668–1679 Lady Elizabeth Percy
- 1679–1681 Elizabeth Percy, Countess of Ogle
- 1681–1682 Elizabeth Thynne, of Longleat
- 1682–1722 Elizabeth Seymour, Duchess of Somerset

## Ehrungen und Auszeichnungen
- 1694 Chief mourner bei der Beerdigung der Königin Maria II.
- 1702–1710 Lady of the Bedchamber
- 1710–1714 Mistress of the Robes
- 1714 Chief mourner bei der Beerdigung der Königin Anne